# 코바스나주

주 문장

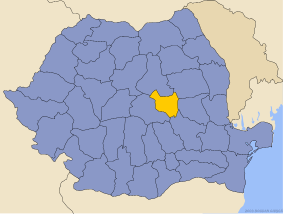
코바스나주의 위치

코바스나주(루마니아어: Judeţul Covasna)는 루마니아 중부 트란실바니아 지방에 위치한 주로, 주도는 스픈투게오르게이며 면적은 3,710 km2, 인구는 222,449명(2002년 기준), 인구 밀도는 60명/km2, ISO 3166-2 코드는 RO-CV이다. 동쪽으로는 브란체아주와 바커우주, 서쪽으로는 브라쇼브주, 북쪽으로는 하르기타주, 남쪽으로는 부저우주와 접하며 2개 시와 3개 마을, 40개 지방 자치체를 관할한다.
주 대부분 지역에 동부 카르파티아산맥에 속하는 산지에 위치하며 강 저지대와 접한다. 주를 흐르고 있는 대표적인 강으로는 올트강이 있으며 주도인 스픈투게오르게 또한 올트강 유역에 위치한다. 주 전체 인구 가운데 73.79%(164,158명)는 헝가리인이며 루마니아인은 주 전체 인구의 23.28%(51,790명), 로마인은 주 전체 인구의 2.68%(5,973명)를 차지한다.